# 伊迪丝·海德
伊迪丝·海德（英语：Edith Head，1897年10月28日 - 1981年10月24日）是一位美国的剧装设计师，在1949年至1973年间获得了创纪录的八次奥斯卡最佳服装设计奖，是奥斯卡历史上获奖最多的女性剧装设计师。伊迪丝被认为是电影史上最伟大、最具影响力的剧装设计师之一。
伊迪丝出生并成长于加利福尼亚州。在洛杉矶丘纳德艺术学院完成学业后，1923年开始受聘成为派拉蒙电影公司的服装素描师。她在1936年的电影《丛林公主》中为桃乐茜·拉莫尔设计了标志性的纱笼，由此赢得了赞誉，并在1948年奥斯卡最佳服装设计奖设立后成为家喻户晓的人物。伊迪丝与她的设计对象保持着密切的工作关系，并广泛征求他们的意见，其中包括好莱坞几乎所有的顶级女明星，因此她被认为是一位杰出的设计师。

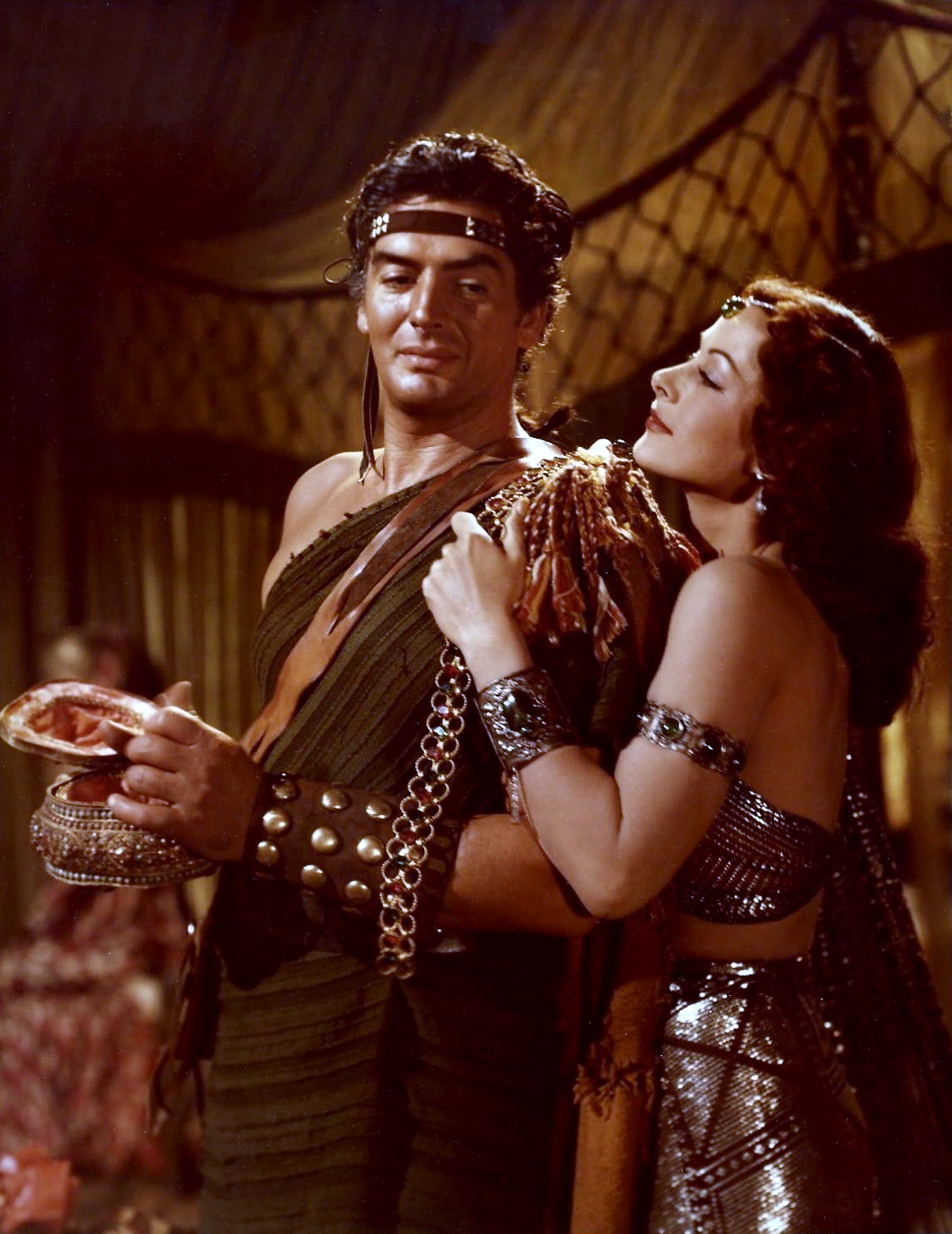
伊迪丝·海德在《参孙和达莉拉》中为维克多·马图雷和海蒂·拉玛设计服装，并因此获得奥斯卡奖。

伊迪丝在派拉蒙工作了44年。1967年，派拉蒙拒绝与她续约，阿尔弗雷德·希区柯克邀请她加入环球影业。1973年，她凭借在《骗中骗》中的出色表现，第八次也是最后一次获得奥斯卡奖。

## 早年生活
她出生于加利福尼亚州圣贝纳迪诺。根据1900年美国联邦人口普查记录，其父母于1895年结婚。就在伊迪丝出生前，其父在圣贝纳迪诺开了一家小型服装店，但不到一年就倒闭了。1905年，其母再婚，这次她嫁给了来自宾夕法尼亚州的采矿工程师弗兰克·斯帕雷。由于斯帕雷的工作调动，一家人经常搬家。据伊迪丝后来回忆，她早年曾居住在内华达州的瑟奇莱特。由于弗兰克·斯帕雷是天主教徒，伊迪丝表面上也成了天主教徒。
1919年，伊迪丝获得加利福尼亚大学伯克利分校文学与科学学士学位，法语专业成绩优异，1920年获得斯坦福大学罗曼语文学硕士学位。她成为一名语言教师，第一份工作是在拉荷亚的主教学校代课，教授法语。一年后，她在好莱坞女子学校担任西班牙语教师。为了获得稍高的薪水，她告诉学校自己也可以教美术，尽管她只在高中短暂地学过美术。为了提高她的绘画技巧，她参加了奥蒂斯艺术学院和丘纳德艺术学院的夜校课程。
1923年7月25日，她与查尔斯·海德结婚。虽然这段婚姻在分居数年后于1938年以离婚告终，但她在去世前一直以海德为职业姓氏。1940年，她与屡获殊荣的艺术指导怀亚德·依能结婚。

## 派拉蒙时代

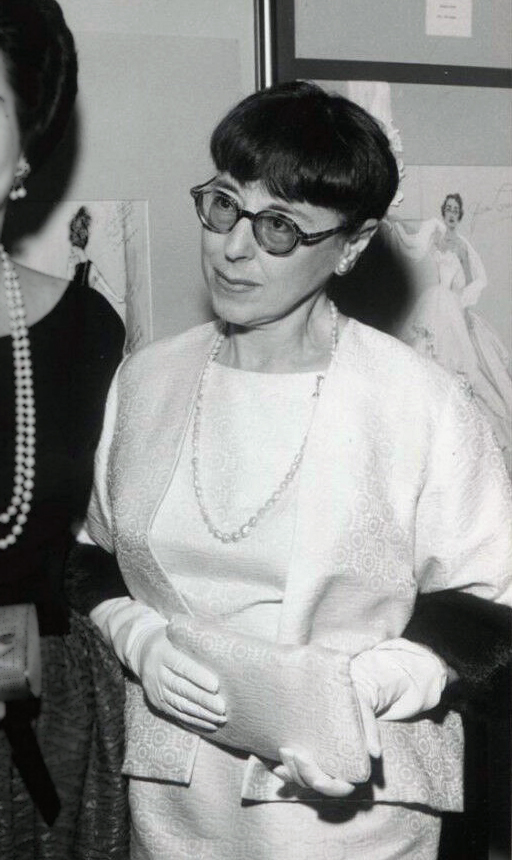
1955年时的伊迪丝·海德

1924年，尽管缺乏经验，26岁的海德还是被派拉蒙电影公司聘为服装素描师。后来她承认在面试时“借用”了其他学生的草图。从1925年的《徘徊者》开始，她开始为默片设计服装，到20世纪30年代，她已成为好莱坞顶尖的服装设计师之一。
虽然从20世纪20年代中期开始，海德的名字就出现在电影公司的宣传中，但她的光芒最初被派拉蒙的首席设计师们所掩盖，先是霍华德·格里尔，然后是特拉维斯·班顿。海德在密谋反对班顿的过程中发挥了重要作用，在班顿于1938年辞职后，她为了一名备受瞩目的设计师。她为桃乐茜·拉莫尔在《飓风》中设计的“纱笼”连衣裙让她在公众中广为人知，尽管海德是一位比班顿或阿德里安都要内敛的设计师。她为金杰·罗杰斯设计的《黑暗中的淑女》中的顶级貂皮衬里礼服引起了公众的注意，由于战时的紧缩气氛，这件礼服引起了许多评论。1949年，奥斯卡服装设计奖的设立进一步推动了她的事业，从《璇宫艳舞》的提名开始，她连续获得多项提名和奖项，创下了纪录。
海德以其独特的工作风格而闻名，与同时代的许多男演员不同，她通常会与合作过的女明星广泛沟通。因此她深受20世纪40年代和50年代众多一线女星的喜爱，如金杰·罗杰斯、贝蒂·戴维斯、芭芭拉·斯坦威克、简·怀曼、丽塔·海华斯、雪莉·麦克莱恩、格蕾丝·凯利、奥黛丽·赫本和伊丽莎白·泰勒。事实上，派拉蒙经常应女明星的要求，将海德“借调”给其他公司。她本人总是穿着朴素，喜欢戴粗框眼镜和保守的两件式套装。

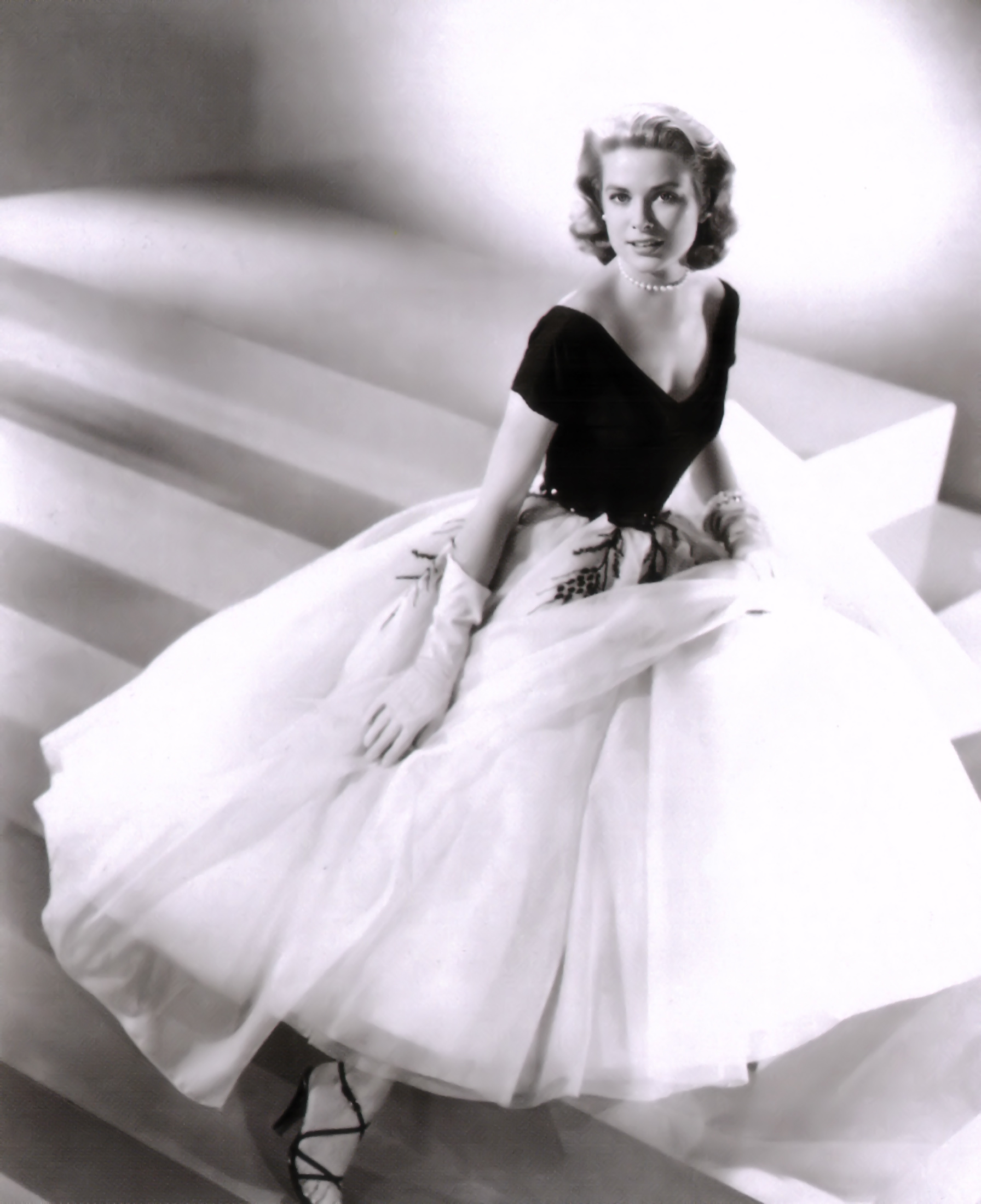
为希区柯克电影《后窗》中的格蕾丝·凯莉设计的戏服

1946年，海德首次与希区柯克合作。他们合作拍摄了《美人计》。曾为派拉蒙公司工作的伊迪丝被借调到雷电华电影公司，与希区柯克合作拍摄这部影片。在这一时期，服装设计师通常会根据自己的风格进行设计。海德对此有不同的看法。她认为更重要的是设计出能反映角色的服装。在为这部电影工作期间，海德和希区柯克发现彼此志同道合，在事业和态度上都有相同的直率。她为这部电影设计的服装体现了克制和融入的需要。这种风格符合希区柯克的要求，因为他不想让服装成为焦点。两人后来还多次合作。
海德还撰写了两本介绍其职业生涯和设计理念的书：《服装医生》（The Dress Doctor，1959年）和《如何穿出成功》（How To Dress For Success，1967年）。这两本书分别于2008年和2011年再版。

## 环球时代
1967年，70岁的她离开派拉蒙，加入环球影业，直到1981年去世。此时的好莱坞与20世纪30年代至40年代海德全盛时期相比发生了迅速变化。以制片厂为基础的制作逐渐让位于室外和现场拍摄，许多与她共事过并熟识的那个时代的女演员都已退休或减少工作。因此，她将更多的注意力转移到了电视上，奥利维娅·德哈维兰等一些老朋友也开始在电视上工作。她设计了《家有仙妻》中恩多拉的服装。1973年，她客串了侦探系列剧《神探科伦坡》，在安妮·巴克斯特身边扮演自己，并展示了她迄今为止获得的奥斯卡奖项。
20世纪70年代末，伊迪丝应邀为美国海岸警卫队设计女式制服，因为海岸警卫队中的女性人数不断增加。她称这项任务是她职业生涯中的一大亮点，并因此获得了“功勋公共服务奖”。她为根据小说《小妇人》改编的电视迷你剧所做的设计广受好评。她的最后一部电影作品是由史蒂夫·马丁和卡尔·雷纳主演的黑白喜剧《大侦探对大明星》。她以经典黑色电影为蓝本，为马丁和雷纳设计了服装，这部电影在她去世后上映。

## 逝世
1981年10月24日，即她84岁生日的前四天，海德因骨髓纤维化去世。她被安葬在加利福尼亚州格伦代尔的森林草坪纪念公园。

## 好莱坞星光大道
伊迪丝·海德于1974年获得的好莱坞星光大道上的星星位于6504号。

## 合作明星
伊迪丝·海德设计过的女演员包括：
- 梅·韦斯特：《侬本多情》、《迈拉·布来金里治》、《六重奏》
- 弗朗西斯·法默：《声韵动天地》、《落潮》
- 桃乐茜·拉莫尔：《飓风》、大部分的《XX之路》电影、《珊岛乐园》
- 宝莲·高黛：《猫和金丝雀》
- 维罗妮卡·莱克：《苏利文游记》、《风流女妖》
- 芭芭拉·斯坦威克：《淑女伊芙》、《火球》、《灵与肉》、《双重赔偿》、《康州圣诞》、《惆怅奈何天》、《噩夜惊情》
- 玛乔丽·雷诺兹：《假期饭店》
- 金杰·罗杰斯：《黑暗中的淑女》
- 克拉拉·鲍：《翼》
- 露丝·赫希与盖尔·拉塞尔：《不速之客》
- 贝蒂·赫顿：《国色天香》、《宝林历险记》
- 简·怀曼：《失去的周末》、《喜临门》、《高歌艳舞》、《铁汉云裳》
- 英格丽·褒曼：《美人计》
- 洛蕾塔·扬：《农家女》
- 贝蒂·戴维斯：《六月新娘》、《彗星美人》
- 奥利维娅·德哈维兰：《女继承人》
- 海蒂·拉玛与安吉拉·兰斯伯瑞：《参孙和达莉拉》
- 格洛丽亚·斯旺森：《日落大道》
- 伊丽莎白·泰勒：《郎心似铁》、《象宫鸳劫》、《春回情断》
- 琼·芳登：《断肠相思》
- 卡门·米兰达：《两傻探险》
- 奥黛丽·赫本：《罗马假日》、《龙凤配》、《甜姐儿》、《蒂凡尼的早餐》
- 安·罗宾逊：《世界大战》
- 格蕾丝·凯利：《后窗》、《捉贼记》
- 萝丝玛丽·克鲁尼：《白色圣诞》
- 雪莉·麦克莱恩：《艺术家与模特》、《我爱红娘》、《旺夫魔女》
- 多丽丝·戴：《擒凶记》、《教师之恋》
- 安妮·巴克斯特：《十诫》
- 玛琳·黛德丽：《控方证人》
- 劳伦·白考尔：《风流记者》
- 丽塔·海华丝：《鸳鸯谱》
- 金·诺瓦克：《迷魂记》
- 索菲娅·罗兰：《红杏春深》、《豪侠艳姬》
- 朗达·弗莱明：《糊涂劫车案》
- 纳塔莉·伍德：《陌生人之恋》、《单身女孩》、《戴茜·克洛弗的内心》、《疯狂大赛车》、《千面佳人》、《蓬门碧玉红颜泪》、《嫁错丈夫娶错妻》
- 蒂比·海德莉：《群鸟》、《艳贼》
- 宝拉·普林蒂丝：《湖畔春晓》
- 克里斯蒂亚娜·施米特默：《愚人船》
- 朱莉·安德鲁斯：《冲破铁幕》
- 珍·芳达：《新婚燕尔》
- 琼·克劳馥：《神秘马戏团》
- 克劳德·杰德：《谍魂》
- 凯瑟琳·赫本：《西部法警》
- 吉尔·克莱伯勒：《盖博与朗白》
- 瓦莱丽·珀赖因：《菲尔斯传》

伊迪丝·海德合作过的男演员包括：
- 弗雷德·阿斯泰尔：《假期饭店》
- 丹尼·凯耶：《白色圣诞》
- 加里·格兰特：《捉贼记》
- 克拉克·盖博：《教师之恋》
- 埃维斯·普雷斯利：《蓝色夏威夷》
- 詹姆斯·斯图尔特：《迷魂记》
- 约翰·韦恩：《双虎屠龙》、《哈泰利》、《孝义双全》、《龙虎盟》、《地狱战士》
- 洛克·哈德森：《湖畔春晓》
- 史蒂芬·马丁：《大侦探对大明星》

## 奖项
在总共35次提名中，海德获得了8项奥斯卡最佳服装设计奖。
| 年份 | 奖项                    | 提名作品              | 结果 |
| ---- | ----------------------- | --------------------- | ---- |
| 1948 | 最佳服装设计奖 - 彩色片 | 《璇宫艳舞》          | 提名 |
| 1949 | 最佳服装设计奖 - 黑白片 | 《女继承人》          | 獲獎 |
| 1950 | 最佳服装设计奖 - 黑白片 | 《彗星美人》          | 獲獎 |
| 1950 | 最佳服装设计奖 - 彩色片 | 《参孙和达莉拉》      | 獲獎 |
| 1951 | 最佳服装设计奖 - 黑白片 | 《郎心似铁》          | 獲獎 |
| 1952 | 最佳服装设计奖 - 黑白片 | 《嘉莉妹妹》          | 提名 |
| 1952 | 最佳服装设计奖 - 彩色片 | 《戏王之王》          | 提名 |
| 1953 | 最佳服装设计奖 - 黑白片 | 《罗马假日》          | 獲獎 |
| 1954 | 最佳服装设计奖 - 黑白片 | 《龙凤配》            | 獲獎 |
| 1955 | 最佳服装设计奖 - 黑白片 | 《玫瑰梦》            | 提名 |
| 1955 | 最佳服装设计奖 - 彩色片 | 《捉贼记》            | 提名 |
| 1956 | 最佳服装设计奖 - 黑白片 | 《战地孽缘》          | 提名 |
| 1956 | 最佳服装设计奖 - 彩色片 | 《十诫》              | 提名 |
| 1957 | 最佳服装设计奖          | 《甜姐儿》            | 提名 |
| 1958 | 最佳服装设计奖          | 《大海贼》            | 提名 |
| 1959 | 最佳服装设计奖 - 黑白片 | 《艺海春秋》          | 提名 |
| 1959 | 最佳服装设计奖 - 彩色片 | 《五便士乐队》        | 提名 |
| 1960 | 最佳服装设计奖 - 黑白片 | 《从心所愿》          | 獲獎 |
| 1960 | 最佳服装设计奖 - 彩色片 | 《小人物狂想曲》      | 提名 |
| 1961 | 最佳服装设计奖 - 彩色片 | 《锦囊妙计》          | 提名 |
| 1962 | 最佳服装设计奖 - 黑白片 | 《双虎屠龙》          | 提名 |
| 1962 | 最佳服装设计奖 - 彩色片 | 《我与艺妓》          | 提名 |
| 1963 | 最佳服装设计奖 - 黑白片 | 《陌生人之恋》        | 提名 |
| 1963 | 最佳服装设计奖 - 黑白片 | 《梅杏争春》          | 提名 |
| 1963 | 最佳服装设计奖 - 彩色片 | 《新恋爱经》          | 提名 |
| 1964 | 最佳服装设计奖 - 黑白片 | 《妓院春光》          | 提名 |
| 1964 | 最佳服装设计奖 - 彩色片 | 《旺夫魔女》          | 提名 |
| 1965 | 最佳服装设计奖 - 黑白片 | 《一线生机》          | 提名 |
| 1965 | 最佳服装设计奖 - 彩色片 | 《戴茜·克洛弗的内心》 | 提名 |
| 1966 | 最佳服装设计奖 - 彩色片 | 《影城春色》          | 提名 |
| 1969 | 最佳服装设计奖          | 《生命的旋律》        | 提名 |
| 1970 | 最佳服装设计奖          | 《国际机场》          | 提名 |
| 1973 | 最佳服装设计奖          | 《迷魂记》            | 獲獎 |
| 1975 | 最佳服装设计奖          | 《霸王铁金刚》        | 提名 |
| 1977 | 最佳服装设计奖          | 《77年航空港》        | 提名 |

## 客串
伊迪丝在《神探可伦坡》中饰演自己，是安妮·巴克斯特角色的服装设计师。在该场景中，她的奥斯卡奖杯被摆放在桌子上。
在电影《铁汉云裳》中，她再次饰演自己，担任时装秀的司仪。此外，她还出演了电影《愿长伴我君》在片中她为黛比·雷诺兹的婚礼展示礼服，并在《影城春色》中与艾尔克·索默饰演的角色——一位从素描艺术家转变为服装设计师的服装设计师海德（Head）——有三场不说话的对手戏。她还上过综艺节目《赌上你的人生》。

## 影响
1999年，乐队They Might Be Giants在其专辑《Long Tall Weekend》中发行了一首名为“（她以为她是）伊迪丝·海德”的歌曲。
在电影《欲望小镇》中，“片中片”的导演看到了服装草图，并反应说它们看起来像伊迪丝·海德“吐过的”，“是那个呕吐物设计了服装”。
《飞出个未来》中的一集《这就是龙虾娱乐》中，伊迪丝·海德在奥斯卡颁奖现场的几帧画面中被展示为“瓮中头”。
2003年2月，美国邮政发行了一系列邮票，以纪念电影幕后工作者，其中一枚纪念服装设计的邮票上就有伊迪丝·海德的身影。
2013年10月28日，谷歌以艺术家Sophie Diao制作的谷歌涂鸦纪念海德116岁诞辰。
2014年，独角戏《与伊迪丝·海德的对话》在加拿大多伦多Buddies in Bad Times剧院首演。该剧受《伊迪丝·海德的好莱坞》一书启发，由帕迪·卡利斯特罗和苏珊·克拉森创作，苏珊·克拉森主演并担任导演。剧中使用的主要道具包括一件据说是伊迪丝·海德为格蕾丝·凯利制作的礼服，以及海德的设计插图。
来自派拉蒙电影公司档案馆的伊迪丝·海德服装藏品曾在位于兰开斯特的俄亥俄州装饰艺术中心独家展出，名为“设计女郎：伊迪丝·海德在派拉蒙1924-1967”。
皮克斯电影《超人总动员》和《超人总动员2》中的服装设计师埃德娜·莫德的形象设计灵感来源于海德，以此向这位已故设计师致敬。
在蕾妮·帕特里克创作的推理小说《死亡设计》、《危险的认识》、《丑闻剧本》、《最锋利的针》和《闲言碎语》中，伊迪丝·海德作为主人公之一虚构出现。